# Yummy Fur
Yummy Fur é uma série de revistas em quadrinhos  produzida e publicada de forma independente por Chester Brown, incluindo histórias conhecidas por sua subversão e bizarrice. Foi indicada duas vezes ao Eisner de "Melhor Série" - em 1991 e 1992.